# Sorry
"Sorry" je pjesma američke pjevačice Madonne s njezinog desetog studijskog albuma Confessions on a Dance Floor. Napisali su je Madonna i Stuart Price te je izdana 28. veljače 2006. kao drugi singl s albuma. Pjesma se pojavila 2009. na Madonninoj kompilaciji najvećih hitova Celebration. Ova brza dance pjesma je jedna od prvih koje su napisane za album, a postojale su mnoge verzije prije nego što je proizašla konačna verzija. Jedna od obrada je bila i ona Pet Shop Boysa, koji su dodali i vlastiti tekst. Pjesma je brzog ritma, a govori o vlastitom osnaživanju i samopouzdanju.
"Sorry" je primio pozitivne komentare suvremenih kritičara, koji su je proglašavali najsnažnijom pjesmom s Confessions on a Dance Floor albuma. Neki su kritičari primijetili i utjecaj disca u pjesmi, pa su je uspoređivali s Madonninim starim dance pjesmama. Pjesma je postigla komercijalni uspjeh: na vrh ljestvica se popela u Italiji, Španjolskoj, Rumunjskoj i Ujedinjenom Kraljevstvu, gdje je postala Madonnin dvanaesti broj 1 singl. U ostatku svijeta je bila Top 10 singl, dok je u Sjedinjenim Državama ograničenim radijskim emitiranjem pjesma dospjela tek na 58. mjesto na Billboard Hot 100. Međutim, bila je dance hit, te se popela na vrh dance ljestvica.
Prateći glazbeni video je nastavak na video za pjesmu "Hung Up". Prikazuje Madonnu i njezine plesače kako se voze gradom u kombiju, kako plešu na koturaljkama i kako se Madonna broi s grupom muškaraca u kavezu. Pjesmu je izvela 2006. na svojoj Confessions Tour, a imala je sličan nastup kao u glazbenom videu. Snimljen je i dodatni video za obradu pjesme, koji je prikazivao političke vođe i scene rata i uništenja.

## O pjesmi
"Sorry" je pjesma koja je napisana među prvima za ovaj album. Nastajala je tako što je Madonna pošla s gledišta da ona bude kao obrada. Madonna je izjavila: "Kada snimim pjesmu, dogodi se da mi obrada bude bolja od izvornog oblika. [...] Zato sam si rekla da krenem s tog stajališta." Pjesmu je izvodila u različitim noćnim klubovima, pruzimajući ulogu DJ-a. Glazbeno gledajući, "Sorry" je ubrzana dance pjesma s redom beata i snažnim vokalom u refrenu. U tekstu se nalaze ulomci iz stranih jezika poput francuskog, talijanskog, nizozemskog, hindi i japanskog. U pjesmi Madonna stih "I'm sorry" pjeva na različitim jezicima tijekom uvoda i refrena. To su: 
| tijekom uvoda - francuski : "Je suis desolée" ("Žao mi je") - španjolski : "Lo siento" ("Žao mi je ") - nizozemski : "Ik ben droevig" ("Tužna sam") - talijanski : "Sono spiacente" ("Žao mi je") - španjolski : "Perdóname" ("Oprosti mi") | tijekom refrena - japanski : "ごめんなさい/gomen nasai/" ("Žao mi je") - urdu : "Mujhe maaf karo" ("Molim te oprosti") - poljski : "Przepraszam" ("Oprosti") - hebrejski : סליחה" /slicha/" ("Oprosti") - engleski : "Forgive me" ("Oprosti mi") |

Pjesma govori o vlastitom osnaživanju i samopouzdanju, naglašavajući pomak fokusa Madonne kao umjetnika s prošlih pjesmama o nadmoći, poput "Everybody" (1983), "Vogue" (1990) ili "Music" (2000) koje su bile usmjerene na glazbu. Među brojnim obradama, isticala se ona Pet Shop Boysa koji su uključili i dijelove pjesme "I Wanna Dance With Somebody" pjevačice Whitney Houston. sadržava je i dodatni tekst koji je pjevao čan benda Neil Tennant.

### Omot singla
Po prvi puta je jedan Madonnin singl imao sliku s naslovnice singla koju je uslikao jedan Madonnin fan. Članovi Mad-Eyes Madonninog fan stranice su bili kontaktirani od Madonninog menadžera u prosincu 2005. nakon što su vidjeli sliku s Madonninog koncerta u studenom 2005. u jednom londonskom gay baru. Sliku je uslikao Marcin Kokowski, a Giovanni Bianco je izmijenio Madonninu kosu u crvenu.

## Uspjeh pjesme
U Sjedinjenim Državama je "Sorry" debitirao na broju 70 na Billboard Hot 100 ljestvici sa završnim datumom 11. ožujka 2006., a sljedeći tjedan se poeo na 58. mjesto što mu je ostao i najviša pozicija na toj ljestvici. Isti tjedan se pjesma probila na 46. mjesto Pop 100 ljestvice. Slabi plasman u Sjedinjenim Državama je bio uzrokovan slabim radijskim emitiranjem. Grupa od 3.300 fanova je pisalo peticiju na petitiononline.com. Bila je poznata pod nazivom "End the Madonna U.S. Radio Boycott" (završite s bojkotom Madonne na američkim radio postajama) te je upućena na Mark P. Maysu, vlasniku Clear Channel Communications. Poruke na Entertainment Weekly i VH1 su bile pune svega, od poruka podrške Madoonni pa sve do teorija zašto se Madonnina glazba ne pušta na radio postajama. Pjesma je dospjela na vrh Hot Dance Club Play ljestvice i to dva uzastopna tjedna, te pet uzastopnih tjednana na vrh Hot Dance Airplay. Do travnja 2010., prodano je 358.000 digitalnih oblika singla u Sjedinjenim Državama.
U Ujedinjenom Kraljevstvu je pjesma debitirala na vrhu ljestvice 26. veljače 2006. Pjesma je postala Madonnin dvanaesti broj 1 singl i drugi uzastopni broj 1 singl s albuma poslije "Hung Up". To ju je učinilo najuspješnijim ženskim izvođačem u Ujedinjenom Kraljevstvu, i petim izvođačem sveukupno. U Australiji je pjesma debitirala na četvrtom mjestu, što je ostala najviša pozicija. Pjesma je dospjela na drugo mjesto Canadian Singles Chart te je dobila platinastu certifikaciju za prodanih 80.000 digitalnih primjeraka singla.
Debitirala je na petom mjestu u Irskoj, te se na ljestvici zadržala dvanaest tjedana. U ostatku Europe je pjesma bila Top 10 singl, u zemljama poput Austrije, Belgije, Danske, Finske, Francuske, Njemačke, Nizozemske, Norveške, Švedske i Švicarske. Na vrh ljestvica se popela u Utaliji, Španjolskoj i Billboard Eurochart Hot 100 Singles.

## Formati singla
| - Američki 2x 12" vinyl 1. "Sorry" (Album Version) – 4:42 2. "Sorry" (Man With Guitar Mix) – 7:25 3. "Sorry" (PSB Maxi Mix) – 8:36 4. "Sorry" (Paul Oakenfold Remix) – 7:15 5. "Sorry" (Green Velvet Remix) – 6:06 6. "Let It Will Be" (Paper Faces Remix) – 7:28 - Američki i australski maxi-CD 1. "Sorry" (Single Edit) – 3:58 2. "Sorry" (Man With Guitar Edit) – 6:04 3. "Sorry" (PSB Maxi-Mix) – 8:36 4. "Sorry" (Paul Oakenfold Remix) – 7:22 5. "Sorry" (Green Velvet Remix) – 6:07 6. "Let It Will Be" (Paper Faces Vocal Edit) – 5:24 - Europski i kanadski maxi-CD 1. "Sorry" (Single Edit) – 3:58 2. "Sorry" (Man With Guitar Mix) – 7:25 3. "Sorry" (PSB Maxi Mix) – 8:36 4. "Sorry" (Paul Oakenfold Remix) – 7:15 5. "Sorry" (Green Velvet Remix) – 6:06 6. "Let It Will Be" (Paper Faces Vocal Edit) – 5:24 | - Japanski CD singl 1. "Sorry" (Radio Version) – 3:57 2. "Let It Will Be" (Paper Faces Remix) – 7:28 3. "Sorry" (Man With Guitar Mix) – 7:25 - Britanski 12" vinyl 1. "Sorry" (Album Version) – 4:42 2. "Sorry" (PSB Maxi Mix) – 8:36 3. "Sorry" (Paul Oakenfold Remix) – 7:15 4. "Sorry" (Green Velvet Extended Remix) – 6:07 - Britanski CD 1 1. "Sorry" (Single Edit) – 3:58 2. "Let It Will Be" (Paper Faces Vocal Edit) – 5:24 - Britanski CD 2 1. "Sorry" (Radio Version) – 3:57 2. "Sorry" (Man With Guitar Mix) – 7:25 3. "Sorry" (PSB Maxi Mix) – 8:34 4. "Sorry" (Paul Oakenfold Remix) – 7:12 5. "Sorry" (Green Velvet Remix) – 6:05 - Američki promotivni CD/digitalni download 1. "Sorry" (Radio Version) – 3:37 |

## Službene verzije
- Album Version (Mixed) (4:43)
- Album Version (Unmixed) (4:42) (samo download)
- Single Edit (3:58)
- Radio Version (3:37)
- Confessions Tour Interlude Version (3:45)
- Pet Shop Boys Maxi-Mix (8:34)
- Pet Shop Boys Max-Mix Edit (4:32) (samo download)
- Pet Shop Boys Minimal Dub (5:24) (Nije izdana. Procurila u listopadu 2007.)
- Pet Shop Boys Minimal Mix (6:54) (Nije izdana. Procurila s www.petshopboys.co.uk)
- Man With Guitar Remix (7:24)
- Man With Guitar Vocal Edit (6:02)
- Green Velvet Remix (6:05)
- Green Velvet Remix Edit (4:33) (samo download)
- Paul Oakenfold Remix (7:12)
- Paul Oakenfold Remix Edit (5:06) (samo download)

## Uspjeh na ljestvicama
| Ljestvica                        | Pozicija |
| -------------------------------- | -------- |
| Australija                       | 4        |
| Austrija                         | 8        |
| Belgija (Flandrija)              | 8        |
| Belgija (Valonija)               | 4        |
| Danska                           | 3        |
| Europa                           | 1        |
| Finska                           | 3        |
| Francuska                        | 5        |
| Irska                            | 5        |
| Italija                          | 1        |
| Kanada                           | 2        |
| Mađarska                         | 1        |
| Nizozemska                       | 2        |
| Norveška                         | 2        |
| Novi Zeland                      | 12       |
| Njemačka                         | 5        |
| Španjolska                       | 1        |
| Švedska                          | 7        |
| Švicarska                        | 4        |
| Ujedinjeno Kraljevstvo           | 1        |
| US Billboard Hot 100             | 58       |
| US Billboard Hot Dance Club Play | 1        |
| US Billboard Hot Dance Airplay   | 1        |

| Država                 | Certifikacija |
| ---------------------- | ------------- |
| Kanada                 | Platinasta    |
| Švedska                | Platinasta    |
| Ujedinjeno Kraljevstvo | Srebrna       |

## Singl u Hrvatskoj
| Pozicija | 10 | 1 | 1 | 1 | 1 | 1 | 1 | 1 | 3 | 3 | x |

| Pozicija | 15 | 6 | 2 | 1 | 1 | 5 | 8 | 12 | x |

## Vanjske poveznice
- Službene web-stranice Madonne

1. 1 2  Paoletta, Michael. 12. studenoga 2005. Dancing Queen: Madonna Gets Her Groove Back. Billboard. Nielsen Business Media, Inc. New York. 117 (46): 26–27, 35. ISSN 0006-2510
2. ↑  Shawhan, Jason. 3. ožujka 2006. The eight thoughts that emerged in my brain while listening to the Pet Shop Boys. About.com. The New York Times Company. Inačica izvorne stranice arhivirana 23. veljače 2006. Pristupljeno 13. srpnja 2009.
3. ↑  Mad-eyes.net (13. ožujka 2006.)
4. ↑  The Billboard Hot 100. Billboard. Nielsen Business Media, Inc. New York. 118 (10): 54. 11. ožujka 2006. ISSN 0006-2510. Pristupljeno 24. srpnja 2009.
5. ↑  The Billboard Hot 100. Billboard. Nielsen Business Media, Inc. New York. 118 (11): 66–70. 18. ožujka 2006. ISSN 0006-2510. Pristupljeno 24. travnja 2009.
6. ↑  Caulfield, Keith. 29. lipnja 2006. U.S. Radio Hangs Up on Madonna. Billboard. Nielsen Business Media, Inc. New York. 118 (30): 76. ISSN 0006-2510. Pristupljeno 23. srpnja 2009.
7. ↑  Trust, Gary. 30. travnja 2010. Ask Billboard: 'Glee'-ful About Madonna. Billboard. Nielsen Business Media, Inc. Pristupljeno 5. svibnja 2010.
8. ↑  UK Singles Chart. The Official Charts Company. acharts.us. 26. veljače 2006. Pristupljeno 15. srpnja 2009.
9. ↑  Sexton, Paul. 27. veljače 2006. Madonna, Jack Johnson Take Lead On U.K. Charts. Billboard. Nielsen Business Media, Inc. Pristupljeno 15. srpnja 2009.
10. ↑  Bronson, Fred. 2. ožujka 2006. Chart Beat: 'Sorry' Seems To Be The Biggest Seller. Billboard. Nielsen Business Media, Inc. Pristupljeno 15. srpnja 2009.
11. ↑  Australia Singles Top 50. Australian Recording Industry Association. acharts.us. 13. ožujka 2006. Pristupljeno 15. srpnja 2009.
12. ↑  allmusic ((( Madonna > Charts & Awards > Billboard Singles ))). Allmusic. Rovi Corporation. Pristupljeno 15. srpnja 2009.
13. 1 2  Madonna - CRIA searchable database. Canadian Recording Industry Association. 10. travnja 2006. Inačica izvorne stranice arhivirana 11. siječnja 2016. Pristupljeno 15. srpnja 2009.
14. ↑  Ireland Singles Top 50. Irish Recorded Music Association. acharts.us. 23. veljače 2006. Pristupljeno 15. srpnja 2009.
15. ↑  Madonna - Sorry - Worldwide chart positions. Ultratop 50. Hung Medien. Pristupljeno 15. srpnja 2009.
16. ↑  Madonna - Sorry trajectories. αcharts.us. Pristupljeno 15. srpnja 2009.
17. ↑  Sexton, Paul. 6. ožujka 2006. Newcomers Rae, Chico Rule U.K. Charts. Billboard. Pristupljeno 15. srpnja 2009.
18. ↑  Madonna - Sorry - US Vinyl single. Discogs. Pristupljeno 15. srpnja 2009.
19. ↑  Madonna - Sorry - US Maxi CD. Discogs. Pristupljeno 15. srpnja 2009.
20. ↑  Madonna - Sorry - Australia Maxi CD. Discogsom. Pristupljeno 15. srpnja 2009.
21. ↑  Madonna - Sorry - European Maxi CD. Discogs. Pristupljeno 15. srpnja 2009.
22. ↑  Madonna - Sorry - Canadian Maxi CD. Discogs. Pristupljeno 15. srpnja 2009.
23. ↑  Madonna - Sorry - Japan CD single. Discogs. Pristupljeno 15. srpnja 2009.
24. ↑  Madonna - Sorry - UK 12" Vinyl. Discogs. Pristupljeno 15. srpnja 2009.
25. ↑  Madonna - Sorry - UK CD 1 Single. Discogs. Pristupljeno 15. srpnja 2009.
26. ↑  Madonna - Sorry - UK CD 2 Single. Discogs. Pristupljeno 15. srpnja 2009.
27. ↑  Madonna - Sorry - US CD Promo Single. Discogs. Pristupljeno 15. srpnja 2009.
28. ↑  Guld och Platina-certifikat delas (PDF) (švedski). International Federation of the Phonographic Industry. 2008. Pristupljeno 5. kolovoza 2009.
29. ↑  BPI – Searchable database. British Phonographic Industry. 22. srpnja 2013. Inačica izvorne stranice arhivirana 6. veljače 2013. Pristupljeno 3. rujna 2013.
30. 1 2  Arhivirana kopija. Inačica izvorne stranice arhivirana 26. veljače 2009. Pristupljeno 17. ožujka 2009. journal zahtijeva |journal= (pomoć)CS1 održavanje: arhivirana kopija u naslovu (link)